# Bredgar
Bredgar is een civil parish in het bestuurlijke gebied Swale, in het Engelse graafschap Kent.

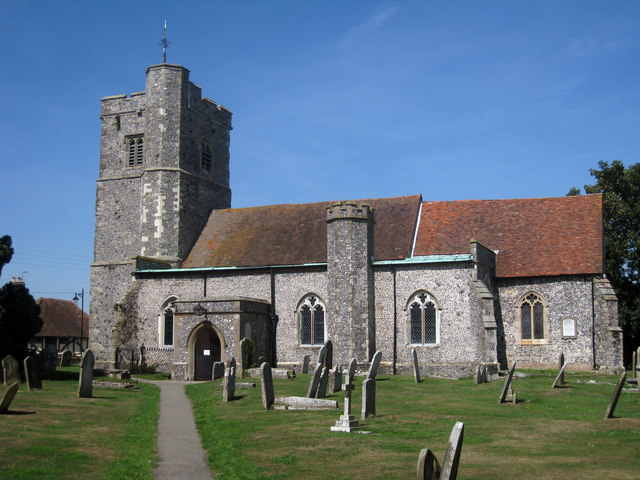
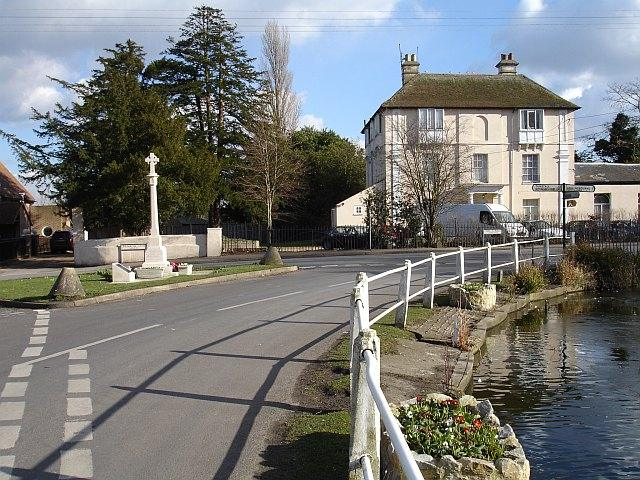